# Ilza Veith
Ilza Fanny Veith (geboren als Ilza Hirschmann 13. Mai 1912 in Ludwigshafen; gestorben 8. Juni 2013 in Tiburon (Kalifornien)) war eine US-amerikanische Medizinhistorikerin.

## Leben
Ilza Hirschmann war die Tochter des Schnapsfabrikanten Gustav Hirschmann und der Minna Hertz. Sie  studierte ab 1934 Medizin in Genf und Wien. 1935 heiratete sie den Rechtsanwalt Hans Veith, sie flohen 1935 nach Italien. 1937 emigrierten sie in die USA und erhielten 1945 die amerikanische Staatsbürgerschaft. Sie machte 1944 einen M.A. an der Johns Hopkins University, arbeitete bei Henry E. Sigerist und wurde 1947 in Medizingeschichte promoviert. 
Veith wirkte ab 1949 als Lecturer für Geschichte der Medizin an der University of Chicago, wurde 1953 Assistenzprofessorin und 1963 Associate Professorin. Ab 1964 war sie Professorin an der University of California, San Francisco und wurde 1979 emeritiert. Ab 1967 lehrte sie dort auch Geschichte der Psychiatrie. 
Veith war Mitglied der American Association for the History of Medicine und von 1958 bis 1962 und von 1973 bis 1977 Mitglied des Beirats. Sie war auch Mitglied in der American Association for the Advancement of Science (AAAS), der Royal Society of Medicine, der Deutschen Gesellschaft für die Geschichte der Wissenschaften, der Medizin und der Technik und war honorary Fellow der American Psychiatric Association. Sie war unter anderem Mitglied im Herausgeberkreis des Journal of the American Medical Association (JAMA) und schrieb Beiträge für die Encyclopedia Britannica. 

## Schriften (Auswahl)
- Huang ti nei ching su wên : The Yellow Emperor’s Classic of Internal Medicine. Berkeley: Univ. of California Press, 1966 (1949)
- Leo M. Zimmerman; Ilza Veith: Great ideas in the history of surgery. Baltimore, Md. : Williams & Wilkins, 1961
- Medicine in Tibet. (1962)
  - Medizin in Tibet. Leverkusen : Bayer Leverkusen, Pharm.-Wiss. Abt, [ca. 1961]
- Hysteria: The History of a Disease. Chicago: Univ. of Chicago Press, 1965
- Leong T. Tan; Margaret Y.C. Tan; Ilza Veith: Acupuncture Therapy: Current Chinese Practice. Temple University Press, 1973